# 岸上裂花介
岸上裂花介（学名：Schizocythere kishinouyei）为浪花介科裂花介屬下的一个种。